# 1735년 마법법
마법법(魔法法; Witchcraft Act, 9 Geo. 2 c. 5)은 1735년 그레이트브리튼 왕국 의회에서 통과된 법률로, 어느 인간이 마력을 가졌다거나 마법을 행한 죄가 있다고 주장하는 것을 범죄로 규정한다. 이 법으로 인하여 영국에서는 마녀에 대한 사냥과 처형이 금지되었다. 법에 명시된 최고 형량은 1년의 징역형이었다.
이 법은 영국의 근세 마녀 재판의 종착점이자 "마법의 근대법적 역사"의 시작을 의미하며, 본디 마법을 향한 편협함에 기초하였지만 논쟁의 여지가 있는 기독교 교리와 미신적인 마녀혐오증에 빠지게 된 이전의 마법법을 폐지하는 것이었다.
이 법은 적어도 8세기부터 파더보른 공의회에서 표현된 원시 교회와 중세 교회의 관점으로 회귀하고 있었다. 이 관점은 15세기 중반부터 마녀혐오증을 가진 도미니카 종교 재판관에 의해 이의가 제기되었고, 교황 칙서 숨미스 데시데란테스 아펙티부스(1484년)에서 볼 수 있듯 결국 교황들 사이에 새로운 교리가 전달되는 데 어느 정도 성공하였지만, 주교들 사이에서는 크게 성공적이지 못하였다. 1735년 법은 1600년 경 정점에 달한 후 17세기 후반 잇따른 뒤늦은 폭발적 증가를 지나 1700년 후부터 마녀 재판이 빠르게 진정된 유럽의 일반적 경향을 반영하게 되었다. 영국에서 마법으로 인하여 처형된 마지막 인물은 1727년 재닛 혼이었다.

## 1735년 마법법의 역사

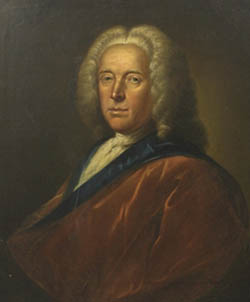
1720년 윌리엄 에이크먼이 그린 제임스 어스킨의 초상화. 어스킨은 이 법에 대해 중대한 반대를 표명한 유일한 의원이었다.

1735/6년 1월 27일 존 콘디트, 존 크로스 경, 조지 히스코트가 처음 하원에 제출한 이 법안은 3월 24일 왕실의 재가를 받아 6월 24일 발효하였다. 데이비스(1999년)의 말에 따르면, 이 새로운 법안은 마법이 "더이상 범죄 행위로 간주되지 않고, 오히려 새로이 계몽된 국가에 반하는 위법 행위"임을 의미하였다. 1772년까지 신문이 의회 토론에 대해 보도하는 것은 불법이었기에, 해당 법 시행에 관한 의회 토론에 대한 자료는 부족한 편이다. 데이비스에 따르면, 이 법안은 서민원과 상원에서 제안된 몇 가지 수정안과 함께 의회 내에서 "약간의 토론만 발생"한 것으로 보인다.
이 법에 대해 유일하게 중대한 반대를 표명한 인물은 제임스 어스킨 경이었다. 어스킨은 마법의 존재를 열렬히 믿었을 뿐만 아니라, "스코틀랜드의 정치적, 종교적 고려 사항"에 깊이 뿌리를 둔 신념을 가지고 있었기 때문에 이 법을 거부하였다는 주장이 제기되어 왔다. 이 법에 대한 어스킨의 반대는 의원들 사이에서 그를 "미치광이에 가까운 괴짜로 찍히게" 만들었으며, 결국 정적들에 의하여 그의 입지에 불리하게 작용할 것이었다. 어스킨을 강력하게 비판한 사람 중 한 명인 로버트 월폴은 당시 사실상의 총리였는데, 어스킨의 당혹스러운 반대의 결과로써 더 이상 그를 심각한 정치적 위협으로 생각하지 않는다고 말하였다고 전해진다.
1735년 마법법은 19세기 초의 정치 엘리트들이 일반 대중 사이의 "무지와 미신, 범죄, 반란"을 근절하고자 하는 시도로 자주 적용되었으며, 1735년 법을 강화한 1824년의 새로운 법령에 따라 더욱 심화되었다.

## 현대사
1944년 9월, 헬렌 던컨은 영혼을 소환한다고 주장했다는 이유로 마법법에 따라 수감되었다. 던컨의 추종자들은 군 정보 장교들이 던컨이 디데이의 비밀 계획을 누설할 것이라 두려워하여 그의 투옥을 명령한 것이라고 종종 주장하였다. 던컨은 당시 일반 대중에게 침몰 사실이 알려지지 않았던 HMS 바럼 선원의 영혼과 접촉한 뒤부터 당국의 주목을 받은 것으로 보인다. 그는 영적 징후를 가장하다 적발된 후, 강령회 도중 체포되어 마법법 위반 공모 두 건, 거짓 주장을 통한 금품 수취 두 건, 공공 위해(관습법 위반) 세 건, 총 일곱 건의 죄목으로 기소되었다. 그는 감옥에서 9개월을 복역하였다. 던컨은 이 법으로 인해 유죄 판결을 받은 마지막 사람으로 자주 묘사되었다.
이 법에 따라 마지막으로 유죄 판결을 받은 사람은 런던 동부 포레스트 게이트의 제인 레베카 요크였다. 1944년 9월 26일 중앙 형사 재판소에서 요크는 "죽은 사람의 영혼이 존재하여 나타나게 하는 척"한 일곱 건의 혐의로 유죄 판결을 받고 구속되었다.
언론을 상대로 이 법이 위협적으로 사용된 것은 1950년이 마지막이었다.
1951년 사기수단법이 제정되며 마법법은 폐지되었다. 이것은 토머스 브룩스의 대리를 통한 심령주의자들의 요구에 따른 것이었다.
지금도 시행 중인 남아공의 1957년 마법진압법은 1735년 마법법을 기반을 한 19세기 케이프 식민지의 비슷한 법을 기반으로 한다.

## 참고 문헌

### 문헌
- Beit-Hallahmi, Benjamin (1992). 《Despair and Deliverance: Private Salvation in Contemporary Israel》. SUNY Press. ISBN 0-7914-0999-6.
- Cox, David J (2014). 《Crime in England 1688-1815》. Routledge. ISBN 978-0-415-50183-5.
- Gibson, Marion (2006). 《Witchcraft and Society in England and America, 1550-1750》. A&C Black. ISBN 0-8264-6142-5.
- Guiley, Rosemary (2008). 《Duncan, Helen》 The Encyclopia of Witches, Witchcraft a Wicca판. Infobase Publishing. ISBN 9781438126845.
- Newton, John; Bath, Jo (2008). 《Witchcraft and the Act of 1604》. BRILL. ISBN 978-90-04-16528-1.